# متا-هیدروکسی‌نورافدرین
متا-هیدروکسی‌نورافدرین (به انگلیسی: Meta-Hydroxynorephedrine)) یک داروی آدرنرژیک از دسته آمفتامین‌ها است که به عنوان یک فشار دهنده عروق و ضد احتقان بینی ثبت شده‌است اما هرگز به بازار عرضه نشد. این دارو شکل راسمیک داروی سمپاتومیمتیک متارامینول است.